# 8158 Herder
8158 Herder è un asteroide della fascia principale. Scoperto nel 1989, presenta un'orbita caratterizzata da un semiasse maggiore pari a 2,6477590 UA e da un'eccentricità di 0,0591923, inclinata di 3,09610° rispetto all'eclittica.